# لجنة البرلمان الأوروبي للالتماسات
لجنة الالتماسات (بالإنجليزية: Committee on Petitions)‏ والمعروفة اختصاراً بـ PETI هي لجنة دائمة تابعة للبرلمان الأوروبي لإدارة عملية تقديم الالتماسات بما في ذلك بوابة إلكترونية لإنشاء العرائض وقبولها.
الحق في تقديم الالتماس هو أحد الحقوق الأساسية للمواطني الاتحاد الأوروبي والمقيمين فيه. يمكن لأي من هؤلاء تقديم التماس بشأن مسألة تدخل في نطاق أنشطة الاتحاد الأوروبي. تنظر اللجنة في حوالي 1500 التماس كل عام، يعرضها أحياناً المواطنون أنفسهم على البرلمان. بينما يحاول البرلمان حل المشكلة كوسيط، يمكنه اللجوء إلى الإجراءات القانونية إذا لزم الأمر لحل النزاع.